# Pelota basca nos Jogos Pan-Americanos de 2023 - Frontênis em duplas masculinas
A competição do frontênis em duplas masculinas da pelota basca nos Jogos Pan-Americanos de 2023 foi disputada entre 31 de outubro e 5 de novembro de 2023 no Estádio Español, em Las Condes. Um total de dez duplas, cada uma representando um Comitê Olímpico Nacional (CON), participaram do evento.

## Calendário
Horário local (UTC−3).
| Data          | Hora  | Fase          |
| ------------- | ----- | ------------- |
| 31 de outubro | 16:00 | Fase de grupo |
| 1 de novembro | 16:00 | Fase de grupo |
| 2 de novembro | 14:30 | Fase de grupo |
| 3 de novembro | 16:00 | Fase de grupo |
| 4 de novembro | 16:30 | Fase de grupo |
| 5 de novembro | 8:00  | Finais        |

## Medalhistas
| Ouro   | MEX Isaac Cruz e Jorge Olvera         |
| Prata  | USA Omar Espinoza e Salvador Espinoza |
| Bronze | ARG Lorenzo Cardozo e Emiliano García |

## Resultados

### Fase de grupo
Todas as duplas se enfrentam em um único grupo. As duas melhores avançam para a disputa de medalha de ouro e as duas seguintes para a disputa pelo bronze.
| Pos. | Jogadores                                          | Pts | J | V | D | GP | GC | PP  | PC  |
| ---- | -------------------------------------------------- | --- | - | - | - | -- | -- | --- | --- |
| 1    | MEX México Isaac Cruz Jorge Olvera                 | 12  | 4 | 4 | 0 | 8  | 0  | 120 | 28  |
| 2    | USA Estados Unidos Omar Espinoza Salvador Espinoza | 10  | 4 | 3 | 1 | 6  | 2  | 98  | 81  |
| 3    | ARG Argentina Lorenzo Cardozo Emiliano García      | 8   | 4 | 2 | 2 | 4  | 5  | 92  | 108 |
| 4    | CHI Chile Julián González Jesús García             | 6   | 4 | 1 | 3 | 2  | 6  | 76  | 116 |
| 5    | PER Peru Juan Bezada David Yupanqui                | 4   | 4 | 0 | 4 | 1  | 8  | 76  | 129 |

| 31 de outubro 16:00 | USA O Espinoza – S Espinoza | 0–2 | MEX I Cruz – J Olvera | Estádio Español Árbitro(s): ARG César Maderna |
| 31 de outubro 16:00 | (5–15, 3–15) Relatório      |     |                       | Estádio Español Árbitro(s): ARG César Maderna |

| 31 de outubro 17:00 | ARG L Cardozo – E García       | 2–1 | PER J Bezada – D Yupanqui | Estádio Español Árbitro(s): CUB Hilda Pita |
| 31 de outubro 17:00 | (14–15, 15–10, 10–3) Relatório |     |                           | Estádio Español Árbitro(s): CUB Hilda Pita |

| 1 de novembro 16:00 | USA O Espinoza – S Espinoza | 2–0 | ARG L Cardozo – E García | Estádio Español Árbitro(s): CHI Roberto Jara |
| 1 de novembro 16:00 | (15–13, 15–5) Relatório     |     |                          | Estádio Español Árbitro(s): CHI Roberto Jara |

| 1 de novembro 17:00 | MEX I Cruz – J Olvera  | 2–0 | CHI J González – J García | Estádio Español Árbitro(s): ARG César Maderna |
| 1 de novembro 17:00 | (15–5, 15–1) Relatório |     |                           | Estádio Español Árbitro(s): ARG César Maderna |

| 2 de novembro 14:30 | CHI J González – J García | 0–2 | USA O Espinoza – S Espinoza | Estádio Español Árbitro(s): MEX Elizabeth Hidalgo |
| 2 de novembro 14:30 | (12–15, 8–15) Relatório   |     |                             | Estádio Español Árbitro(s): MEX Elizabeth Hidalgo |

| 2 de novembro 15:30 | PER J Bezada – D Yupanqui | 0–2 | MEX I Cruz – J Olvera | Estádio Español Árbitro(s): CHI Roberto Jara |
| 2 de novembro 15:30 | (3–15, 6–15) Relatório    |     |                       | Estádio Español Árbitro(s): CHI Roberto Jara |

| 3 de novembro 16:00 | PER J Bezada – D Yupanqui | 0–2 | USA O Espinoza – S Espinoza | Estádio Español Árbitro(s): MEX Elizabeth Hidalgo |
| 3 de novembro 16:00 | (8–15, 5–15) Relatório    |     |                             | Estádio Español Árbitro(s): MEX Elizabeth Hidalgo |

| 3 de novembro 17:00 | CHI J González – J García | 0–2 | ARG L Cardozo – E García | Estádio Español Árbitro(s): CUB Hilda Pita |
| 3 de novembro 17:00 | (8–15, 12–15) Relatório   |     |                          | Estádio Español Árbitro(s): CUB Hilda Pita |

| 4 de novembro 16:30 | MEX I Cruz – J Olvera  | 2–0 | ARG L Cardozo – E García | Estádio Español Árbitro(s): CHI Roberto Jara |
| 4 de novembro 16:30 | (15–2, 15–3) Relatório |     |                          | Estádio Español Árbitro(s): CHI Roberto Jara |

| 4 de novembro 17:30 | PER J Bezada – D Yupanqui | 0–2 | CHI J González – J García | Estádio Español Árbitro(s): CUB Hilda Pita |
| 4 de novembro 17:30 | (13–15, 13–15) Relatório  |     |                           | Estádio Español Árbitro(s): CUB Hilda Pita |

### Finais

#### Disputa pelo bronze
| 5 de novembro 8:00 | ARG L Cardozo – E García | 2–0 | CHI J González – J García | Estádio Español Árbitro(s): MEX Elizabeth Hidalgo |
| 5 de novembro 8:00 | (15–9, 15–8) Relatório   |     |                           | Estádio Español Árbitro(s): MEX Elizabeth Hidalgo |

#### Disputa pelo ouro
| 5 de novembro 11:00 | MEX I Cruz – J Olvera  | 2–0 | USA O Espinoza – S Espinoza | Estádio Español Árbitro(s): ARG Jorge Balbi |
| 5 de novembro 11:00 | (15–5, 15–7) Relatório |     |                             | Estádio Español Árbitro(s): ARG Jorge Balbi |